# Contres (Loir-et-Cher)
Contres település Franciaországban, Loir-et-Cher megyében. Lakosainak száma 3631 fő (2018. január 1.). Contres Cheverny, Choussy, Feings, Fontaines-en-Sologne, Fresnes, Oisly, Sassay, Soings-en-Sologne és Thenay községekkel határos.

## Népesség
A település népességének változása:
| Lakosok száma | 3530 | 3623 | 3772 | 3737 | 3631 |
|               | 2013 | 2015 | 2016 | 2017 | 2018 |